# Hábit

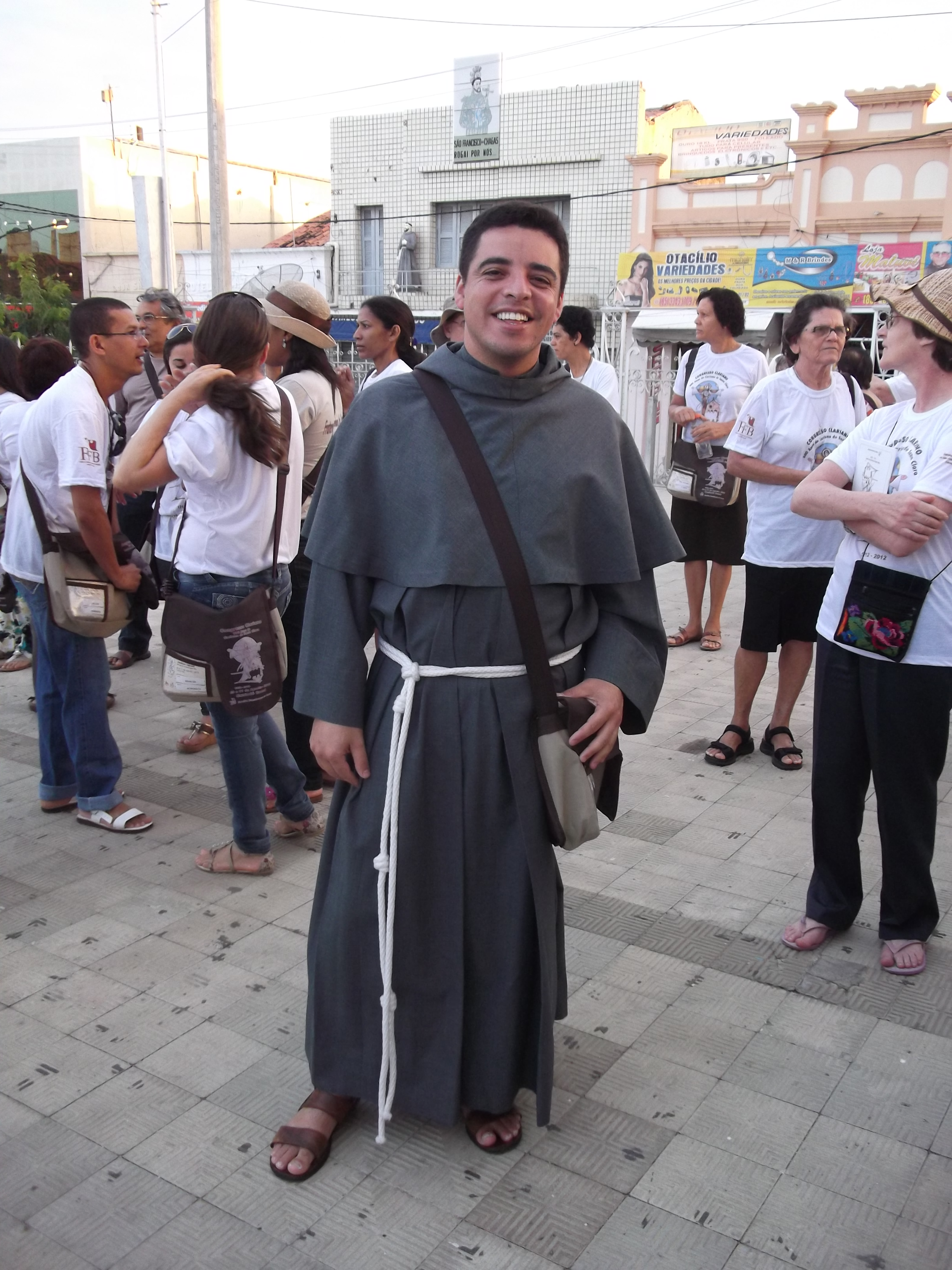
Menší bratr (minorita) v kutně

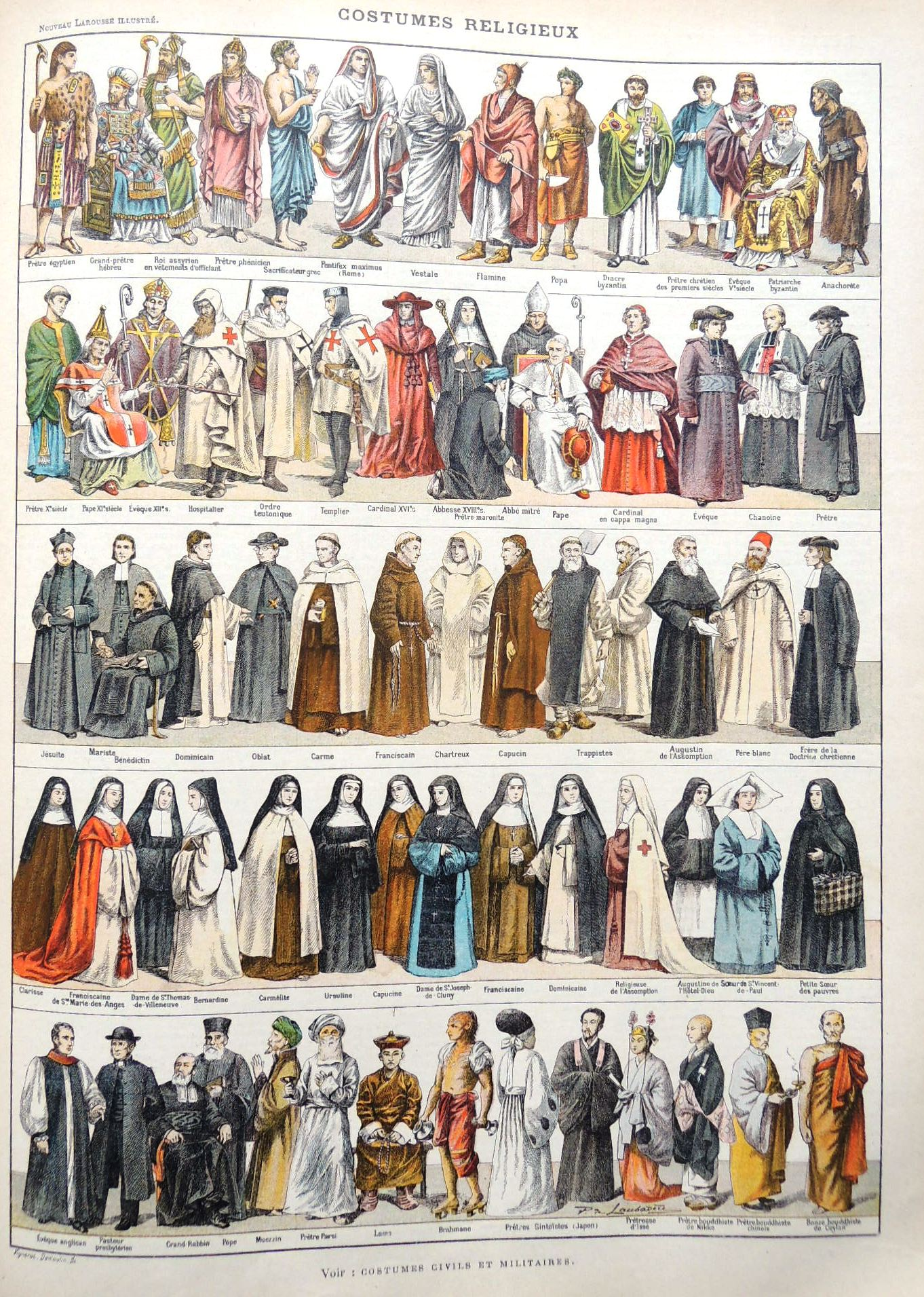
Historie církevního oblečení (do 1900)

Hábit (z lat. habitus) je volný a splývavý svrchní oděv, stejnokroj křesťanských řeholníků a řeholnic, nejčastěji černé, případně i bílé, šedé nebo hnědé barvy. U františkánů se nazývá také kutna. Vznikl z jednoduchého chitónu či tuniky, jaké ve starověku nosili muži i ženy. Také buddhističtí mniši nosí volný svrchní oděv (kášája), jehož barva může znamenat příslušnost k určité škole.

## Popis
Podobně jako soudcovský nebo univerzitní talár sahá až po kotníky a mívá široké rukávy, ale nemá zapínání ani pas. Zato se v některých řádech převazuje bílým provazem (cingulem). Některé řády hábit doplňují kapucí stejné barvy, případně škapulířem, dlouhým pruhem látky, který se také obléká přes hlavu a mívá jinou barvu.
V širším významu se jako hábit někdy označuje i klerika nebo sutana, dlouhý a splývavý oblek kněží a pastorů, který se liší dlouhým zapínáním vepředu s mnoha knoflíky a často převazuje širokým barevným pásem, jehož barva v katolické církvi označuje církevní hodnost. Na rozdíl od řeholního hábitu, který vznikl ve středověku z běžného oblečení, vznikla klerika i talár až v novověku už jako odznak stavu.